# Тайна записной книжки
«Тайна записной книжки» — советский художественный фильм 1981 года, поставленный режиссёром Владимиром Шамшуриным.

## Сюжет
Главный герой фильма — Алексей Михайлович Самарцев, отставной майор. Его брат Юрий арестован по обвинению в хищении государственной собственности. Самарцев уверен, что брат невиновен, и решает докопаться до правды. Он приезжает в столицу и сталкивается там с Мартыном Мартыновичем, лидером преступной группировки, с которой был связан его брат. Преступник намекает Самарцеву, что может даже уменьшить тюремный срок для его брата, но ему нужна некая небольшая записная книжка, содержащая детали их совместных махинаций. Алексей отказывает жулику и затем находит эту книжку.
Мартын Мартынович идёт на всё. Он даже подсылает к несговорчивому бывшему майору красивую женщину, дабы та выведала секрет. Впрочем, Наташа в последний момент не смогла подставить мужчину, который ей понравился. Шайка Мартына начинает открытое преследование Самарцева и друзей, пришедших тому на помощь. На загородной даче преступники загоняют Самарцева в угол. В последний момент ему на помощь приходит советская милиция, уже давно следившая за этой подозрительной деятельностью. Мартын Мартынович арестован. Юрия Самарцева ждёт справедливый суд.

## Роли исполняют
| Актёр               | Роль                                                               |
| ------------------- | ------------------------------------------------------------------ |
| Николай Пеньков     | майор Алексей Михайлович Самарцев                                  |
| Светлана Тома       | Наташа                                                             |
| Александр Збруев    | Алексей Шапенский , друг Самарцева                                 |
| Юрий Гусев          | Лобов , журналист, друг Самарцева                                  |
| Анатолий Солоницын  | Мартын Мартынович , лидер преступной шайки                         |
| Алексей Крыченков   | Маликов , сослуживец на даче                                       |
| Александр Козьменко | Юрий Самарцев , брат Алексея                                       |
| Тамара Сёмина       | жена Юрия Самарцева                                                |
| Владимир Носик      | следователь                                                        |
| Анатолий Малашкин   | Михаил Павлович Малашкин , член преступного сообщества махинаторов |
| Алексей Ванин       | преступник, сообщник Мартына Мартыновича и Малашкина               |
| Елена Максимова     | Глафира Петровна , тёща Юрия Самарцева                             |
| Николай Сморчков    | покупатель                                                         |

## Съёмочная группа
- Автор сценария: Владимир Голованов
- Режиссёр-постановщик: Владимир Шамшурин
- Оператор-постановщик: Валерий Шувалов
- Художник-постановщик: Борис Царёв
- Композитор: Евгений Птичкин
- Текст песни: Роберт Рождественский
- Дирижёр: Сергей Скрипка
- Песню исполняет: Виталий Соломин